# Пурвокерто
Пурвокерто (індонез. Purwokerto) — містечко в індонезійській провінції Центральна Ява, адміністративний центр округу Баньюмас.

## Географія
Пурвокерто розташовується на острові Ява на південь від вулкану Сламет.

### Клімат
Містечко знаходиться у зоні, котра характеризується вологим тропічним кліматом. Найтепліший місяць — квітень із середньою температурою 27.7 °C (81.9 °F). Найхолодніший місяць — липень, із середньою температурою 26.1 °С (79 °F).
| Клімат Пурвокерто       | Клімат Пурвокерто | Клімат Пурвокерто | Клімат Пурвокерто | Клімат Пурвокерто | Клімат Пурвокерто | Клімат Пурвокерто | Клімат Пурвокерто | Клімат Пурвокерто | Клімат Пурвокерто | Клімат Пурвокерто | Клімат Пурвокерто | Клімат Пурвокерто | Клімат Пурвокерто |
| Показник                | Січ.              | Лют.              | Бер.              | Квіт.             | Трав.             | Черв.             | Лип.              | Серп.             | Вер.              | Жовт.             | Лист.             | Груд.             | Рік               |
| Середня температура, °C | 27,1              | 27,3              | 27,4              | 27,7              | 27,4              | 26,7              | 26,1              | 26,1              | 26,4              | 26,8              | 26,9              | 27                | 26,9              |
| Норма опадів, мм        | 419.1             | 374.8             | 420.4             | 331.2             | 259.5             | 140.9             | 107.8             | 109.3             | 188               | 357.6             | 444.8             | 422.4             | 3575.8            |
| Днів з опадами          | 18,2              | 16,4              | 16,5              | 14                | 11                | 9                 | 5,3               | 5,1               | 5,6               | 9                 | 15                | 17,4              | 142,5             |
| Вологість повітря, %    | 87.8              | 87.7              | 87.4              | 86.7              | 86.8              | 86.4              | 85.7              | 84                | 84.2              | 84.1              | 85.8              | 85.7              | 86                |
| ----------------------- | ----------------- | ----------------- | ----------------- | ----------------- | ----------------- | ----------------- | ----------------- | ----------------- | ----------------- | ----------------- | ----------------- | ----------------- | ----------------- |
| Джерело: Weatherbase    |                   |                   |                   |                   |                   |                   |                   |                   |                   |                   |                   |                   |                   |